# Kőrösi Csoma Sándor Közművelődési Egyesület

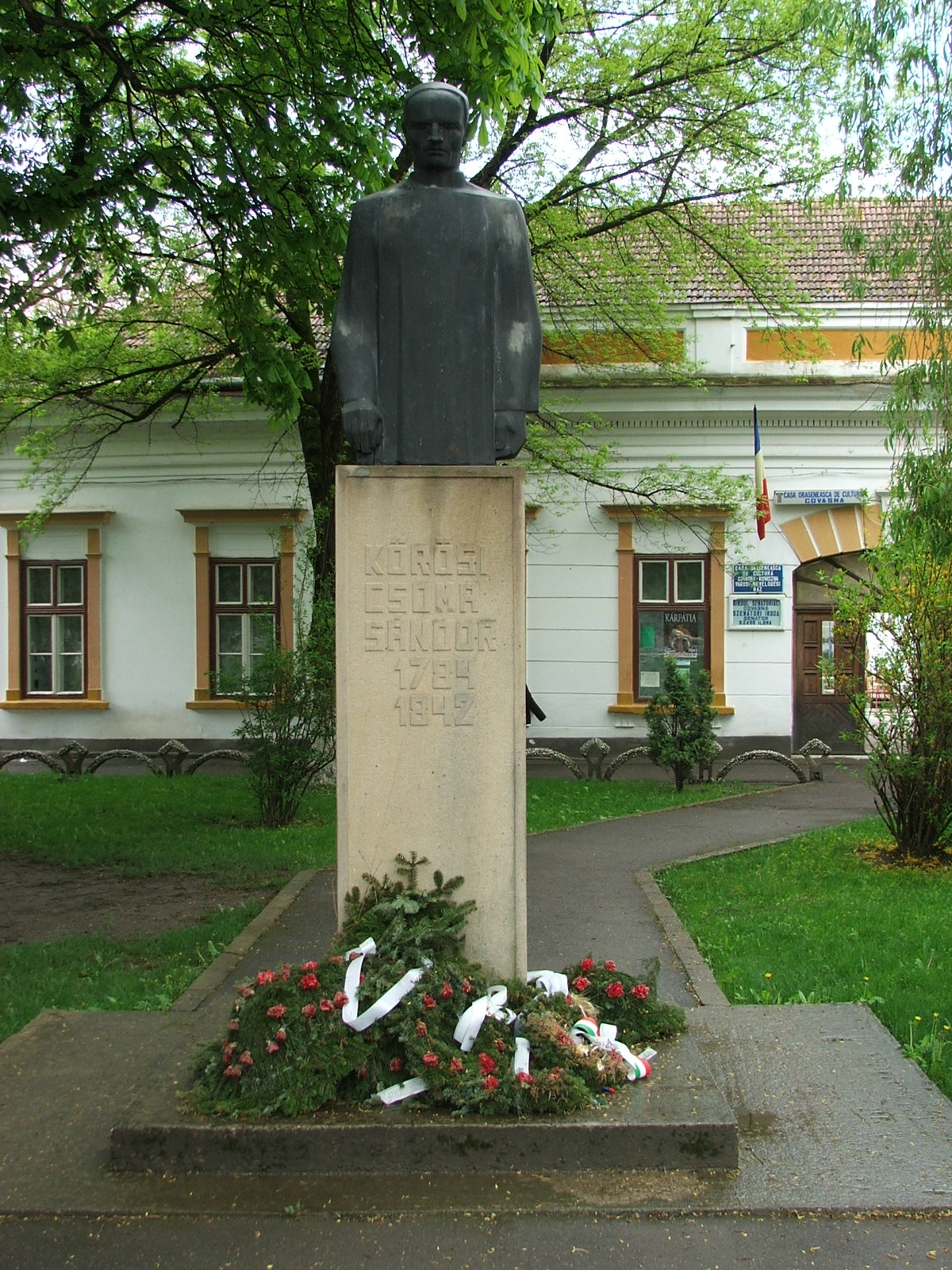
Kőrösi Csoma Sándor szobra
Kovászna
Jecza Péter alkotása

Kőrösi Csoma Sándor Közművelődési Egyesület 1990-ben alakult a névadó, Kőrösi Csoma Sándor (1784–1842) szülőfalujában, Csomakőrösön. Székhelye kettős: a szülőfalu és Kovászna.

## Korai tisztségviselők, célok
Elnöke Gazda József, főtitkára Fábián Ernő, alelnökei Szász Tibor Endre és Papp Elek. Az egyesület célja a névadó tudós emlékének ápolása, emlékház létesítése a szülőhelyen, dokumentációs központ alapítása Kovásznán, a Csoma-kutatások ösztönzése s az anyanyelvi kultúra ápolása Háromszéken. Az évforduló alkalmából dokumentumfüzetekkel jelentkeztek, a pályázatra érkezett művekből kiállítást szerveztek s összeállították a Kőrösi Csoma Sándor emlékkönyv c. kiadványt (Kovászna, 1992), amelyben a tudós életéhez és művéhez kapcsolódó szépirodalmi alkotások, tanulmányok mellett közzétették a halála 150. évfordulója alkalmából meghirdetett pályázaton díjazott írásokat, valamint Szilágyi Ferenc és Földi István színműveit is.